# Cacica
Cacica (in polacco Kaczyka) è un comune della Romania di 4 342 abitanti, ubicato nel distretto di Suceava, nella regione storica della Bucovina.
Il comune è formato dall'unione di 5 villaggi: Cacica, Maidan, Pârteștii de Sus, Runcu, Solonețu Nou.
Cacica si sviluppò soprattutto alla fine del XVIII secolo attorno alla miniera di sale, scoperta nel 1780 ed avviata alla produzione nel 1791, richiamando molti minatori e tecnici di diverse province dell'Impero asburgico, molti dei quali di Religione cattolica. Non essendovi a Cacica un luogo di culto cattolico, venne realizzata una chiesa all'interno della miniera e dedicata a Santa Barbara, patrona dei minatori.
La vecchia miniera, che ha da tempo cessato la produzione, è stata trasformata in un'attrattiva turistica e comprende, oltre alla chiesa, un percorso di visita guidato, un lago salato ed una sala da ballo. La produzione di sale continua comunque mediante un cristallizzatore sotto vuoto della capacità, a pieno regime, di circa 100.000 tonnellate/anno. Il cristallizzatore viene alimentato da pozzi scavati nel corpo della miniera.

## Immagini della miniera di sale

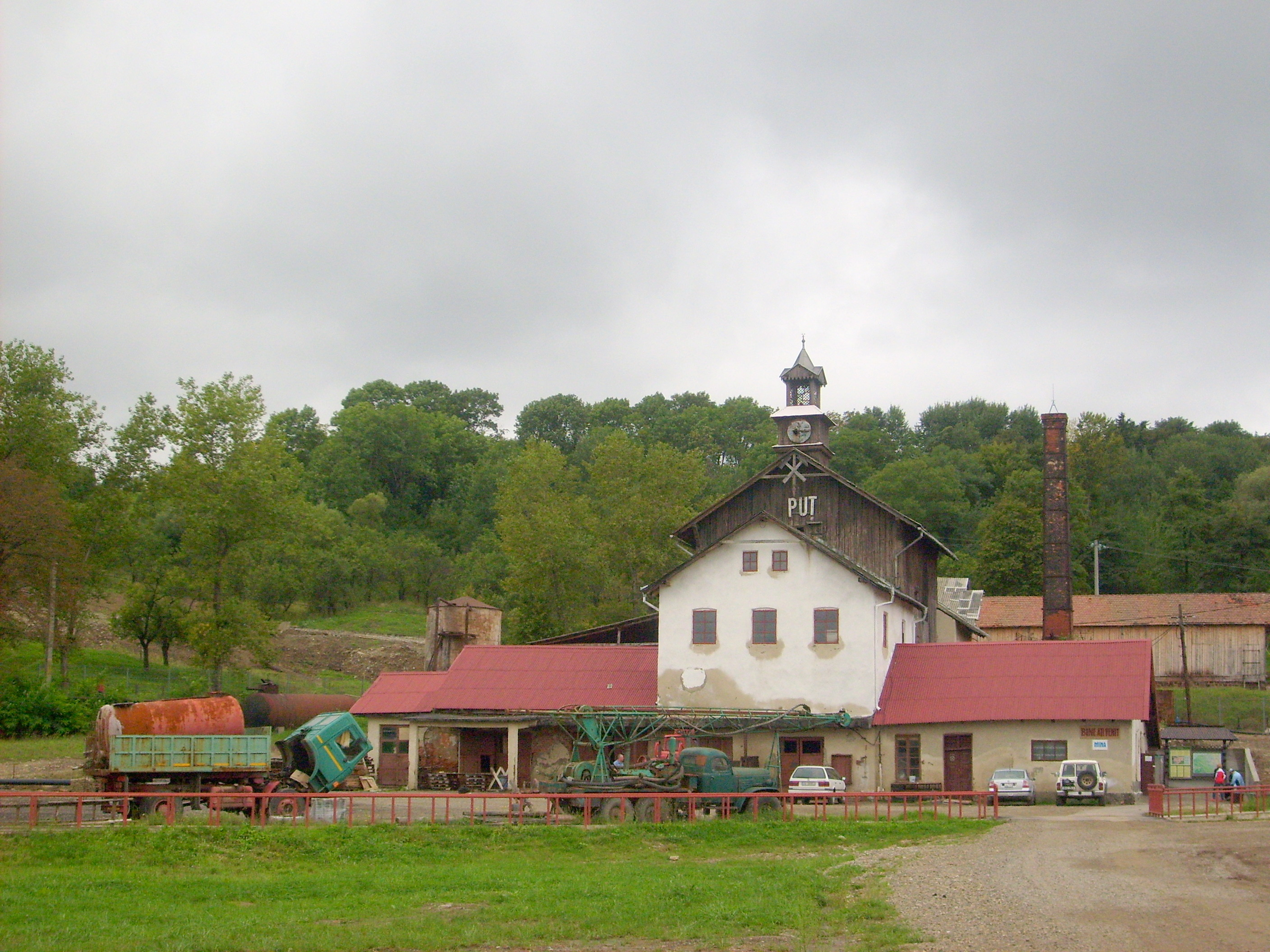
L'edificio della direzione
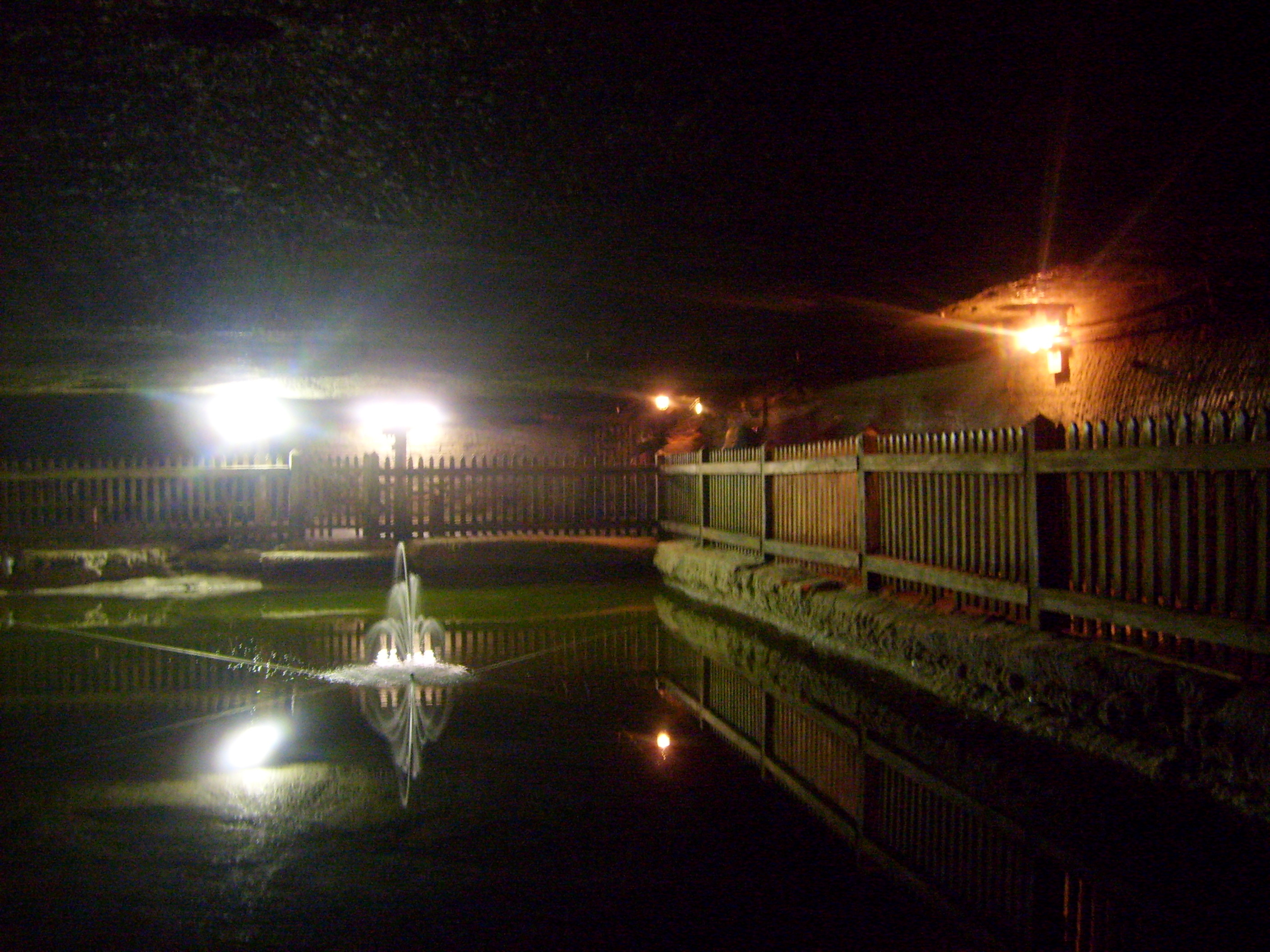
Il lago salato
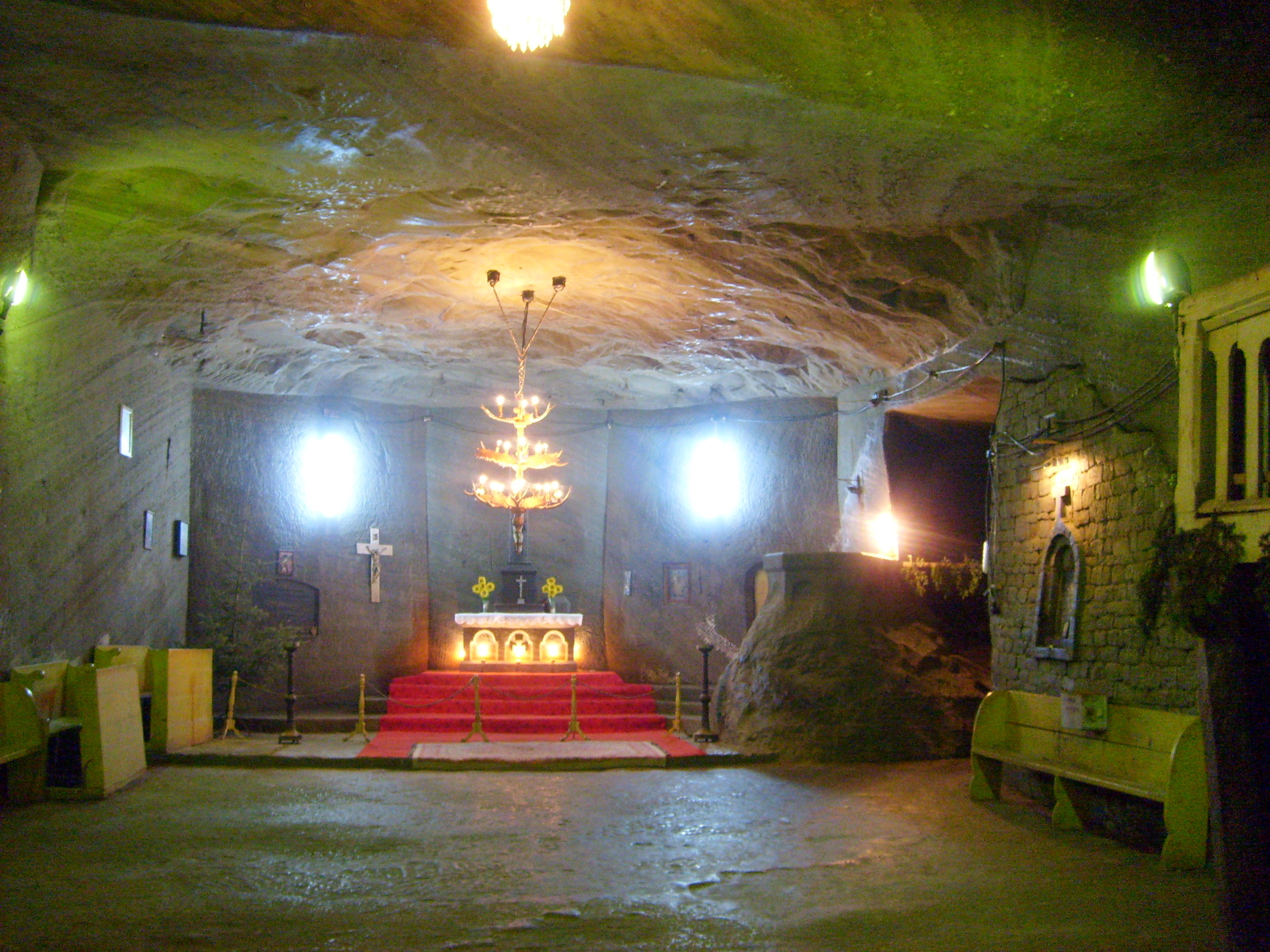
La chiesa di Santa Barbara